# Talk Dirty to Me
Talk Dirty to Me è un singolo del gruppo musicale statunitense Poison, il secondo estratto dal loro album di debutto Look What the Cat Dragged In nel 1987.
Fu il primo successo del gruppo e raggiunse il nono posto della Billboard Hot 100. È stata inserita al 40º posto nella classifica delle "100 più grandi canzoni hard rock" secondo VH1.

## Tracce
1. Talk Dirty to Me – 3:44
2. Want Some, Need Some – 3:39

## Classifiche
| Classifica (1987) | Posizione massima |
| ----------------- | ----------------- |
| Stati Uniti       | 9                 |

## Nella cultura di massa
In un episodio della serie televisiva Scrubs - Medici ai primi ferri, il brano viene eseguito a cappella da Judy Reyes e Sam Lloyd per un paziente in come che fra le ultime volontà voleva ascoltare Talk Dirty to Me.

## Cover
- Children of Bodom, Are You Dead Yet? (edizione giapponese, 2005) e Skeletons in the Closet (2009)
- Jughead's Revenge,  Punk Goes Metal (2000)
- Reel Big Fish, Fame, Fortune and Fornication (2009)
- Static-X, Cult of Static (edizione speciale, 2009)